# Centruroides exilicauda
Centruroides exilicauda — вид скорпіонів родини Buthidae. Спершу вважався географічною морфою Centruroides sculpturatus, проте згодом були зафіксовані відмінності в складі отрути, а в 2004 році аналіз ДНК показав, що вони є окремими видами.

## Поширення
Ендемік Мексики. Поширений лише на Каліфорнійському півострові (штати Баха-Каліфорнія та Баха-Каліфорнія-Сур).

## Спосіб життя
Мешкає в посушливих областях. Трапляється під корою дерев, в тріщинах мертвих дерев і стовбурів, де полює на безхребетних. Активний вночі, а вдень ховається у вологих, холодних мікроселищах під деревом, камінням, сміттям, листяною підстилкою, а іноді можуть заповзти до будинку, шукаючи притулку.

## Токсичність
Цей скорпіон може завдати дуже болючого укусу, але не є таким небезпечним, як вважалося раніше, і не несе загрози для більшості здорових людей. Проте укус може бути небезпечним для життя немовлят і маленьких дітей. Після укусу C. exilicauda у дітей можуть виникати спонтанні неконтрольовані рухи, збудження та затруднене дихання.